# SunTrust Banks
SunTrust Banks, Inc. war ein US-amerikanisches Unternehmen mit Sitz in Atlanta, Georgia. Das Unternehmen war im Aktienindex S&P 500 gelistet.
Das Unternehmen bot Finanzdienstleistungen verschiedener Art für seine Kunden an. Sun Trust Banks betrieb rund 1.700 Bankniederlassungen im Südosten der Vereinigten Staaten. Im Unternehmen waren rund 33.600 Mitarbeiter (Stand: 31. Dezember 2006) beschäftigt.

## Geschichte
Die erste Vorgängerbank war Farmers Bank of Alexandria, Virginia, die 1811 gegründet wurde. Die Sun Trust Banks entstand 1985 aus der Fusion der beiden Banken Trust Company of Georgia und SunBanks aus Florida. 1986 kurz nach der Fusion wurde die Bank Third National Corporation erworben und 1998 wurde das Unternehmen Crestar Financial of Virginia gekauft. 2004 erwarb SunTrust Banks das aus Memphis stammende Finanzunternehmen National Commerce Financial.
Im Februar 2019 wurde bekannt, dass SunTrust Banks mit der US-amerikanischen Bank BB&T fusioniert. Das fusionierte Unternehmen firmiert seitdem als Truist.

## Sonstiges
SunTrust Banks ist eng in der Vergangenheit mit der ebenso in Atlanta beheimateten Coca Cola Company verbunden. Es stützte sie 1919, als sie an die Börse ging und erwarb einen Anteil ihrer Aktien.